# 塔爾巴赫河 (阿勒河支流)
47°27′05″N 8°09′39″E / 47.45146°N 8.16097°E
塔爾巴赫河是瑞士的河流，位於該國北部，流經阿爾高州，屬於阿勒河的左支流，河道全長8.2公里，流域面積13.5平方公里，發源自塔爾海姆，河口處在欣茨納赫多夫附近。